# Lomnice (přítok Smědé)
Lomnice je říčka ve Frýdlantské pahorkatině v okrese Liberec na severu České republiky. Celý tok dosahuje délky 16,1 km.

## Průběh toku
Pramení v nadmořské výšce 1070 m pod vrcholem Smrku, tedy nejvyšší hory české části Jizerských hor. Odtud velkým spádem tečou její vody severním směrem údolím mezi Měděncem a Rapickou horou, pak se stáčí k západu, protéká přírodním parkem Peklo a v Raspenavě se v místě s nadmořskou výškou 325 m zprava vlévá do Smědé.
V místě ústí činí její průměrný průtok 0,58 metrů kubických za sekundu. Vodoteč je považována za hydrologicky významný tok a po celé své délce je označována za pstruhovou vodu. Na horním toku Lomnice protéká územím Chráněné krajinné oblasti Jizerské hory.

## Významnější přítoky
- Novoměstský potok (levostranný přítok)
- Ztracený potok (levostranný přítok)
- Ludvíkovský potok (levostranný přítok)
- Přebytecký potok (levostranný přítok)